# Anthidium utahense
Anthidium utahense är en biart som beskrevs av Swenk 1914. Anthidium utahense ingår i släktet ullbin och familjen buksamlarbin. Inga underarter finns listade.

## Beskrivning
Ett tämligen litet bi med, i likhet med de flesta medlemmar av släktet, gula markeringar, främst i form av band på bakkroppen, på svart botten.. Hos honan är även mundelarna gula, med undantag av ett svart band mitt på munskölden. I södra delen av utbredningsområdet kan de gula markeringarna vara något mindre framträdande.

## Ekologi
Anthidium utahense förekommer i många habitat, men förefaller att undvika öknar, åtminstone i Kalifornien. Den hämtar pollen framför allt från indiankålsväxter som facelior och ärtväxter som sötväpplingar, men nektar kan tas från fler familjer av blommande växter, som ärtväxter, amaryllisväxter, korgblommiga växter, strävbladiga växter, grobladsväxter, blågullsväxter, slideväxter och rosväxter.

### Fortplantning
Arten är ett solitärt, det vill säga icke samhällsbildande bi där varje hona själv sörjer för sin avkomma. Honan bygger sina bon i sandiga områden, där hon utnyttjar overgivna gångar av insekter och andra djur. Hon accepterar gärna även konstgjorda bon i form av träblock med rörformade strån eller dylikt. Varje bo innehåller mellan 1 och 4 larvceller, som honan klär med hår hämtade från tistlar och malörtssläktet.

## Utbredning
Utbredningsområdet omfattar västra Nordamerika från British Columbia i Kanada söderut genom västra USA till Arizona, Nevada, Kalifornien och New Mexico samt vidare till norra Baja California och Sonora i Mexiko.